# 가이토군

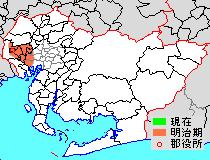
아이치현 가이토군의 위치

가이토군(海東郡)은 일본 아이치현(오와리국)에 있던 군이다.

## 군역
1878년 행정 구역으로 발족 당시의 군역은 아래 구역에 해당한다.
- 나고야시의 일부(나카가와구·미나토구의 일부[1])
- 쓰시마시 전역
- 아이사이시의 일부
- 기요스시의 일부
- 야토미시의 일부
- 아마시 전역
- 아마군 오하루정·가니에정 전역

## 역사
- 1878년 12월 20일 - 군구정촌 편제법이 아이치현에서 시행되면서, 행정 구역으로서의 가이토군(海東郡)이 발족.

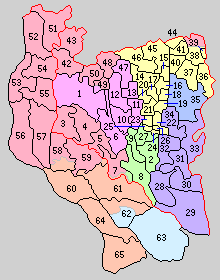
1.쓰시마정 2.가니에정 3.사에키촌 4.하치만촌 5.오이촌 6.가미시마다촌 7.지아키촌 8.신카니에촌 9.니시노모리촌 10.모모타카촌 11.마스와촌 12.고시지촌 13.가모리촌 14.시노다촌 15.오키노시마촌 16.도시마촌 17.야스마쓰촌 18.아키타케촌 19.가쓰라촌 20.시모다촌 21.가와베촌 22.이후쿠촌 23.다카이촌 24.도쿠자네촌 25.나마즈바시촌 26.시모노모리촌 27.스나리촌 28.후쿠야촌 29.자야촌 30.후쿠타촌 31.도요하루촌 32.도다촌 33.마스다촌 34.아카보시촌 35.오하루촌 36.가야즈촌 37.지모쿠지촌 38.시라타카촌 39.히가시이마주쿠촌 40.니이야촌 41.하루토미촌 42.구사바촌 43.가와부치촌 44.모리촌 45.마사노리촌 46.가나카키촌 47.노마촌 48.쇼바타촌 49.모로코촌 50.후지나미촌 (보라: 나고야시, 분홍: 쓰시마시, 왼쪽 빨강: 아이사이시, 오른쪽 빨강: 기요스시, 노랑: 아마시, 녹색: 가니에정, 파랑: 합병 없음 51~65은 가이사이군)

- 1889년 10월 1일 - 정촌제 시행으로, 아래의 정촌이 발족.(2정 48촌)

- 쓰시마정(津島町): 현 쓰시마시
- 가니에정(蟹江町): 현 아마군 가니에정
- 사에키촌(佐依木村): 현 아이사이시
- 하치만촌(八幡村): 현 아이사이시
- 오이촌(大井村): 현 아이사이시
- 가미시마다촌(神島田村): 현 쓰시마시
- 지아키촌(千秋村): 현 아이사이시
- 신카니에촌(新蟹江村): 현 아마군 가니에정
- 니시노모리촌(西ノ森村): 현 아마군 가니에정
- 모모타카촌(百高村): 현 쓰시마시
- 마스와촌(益和村): 현 쓰시마시
- 고시지촌(越治村): 현 쓰시마시
- 가모리촌(神守村): 현 쓰시마시
- 시노다촌(篠田村): 현 아마시
- 오키노시마촌(沖ノ島村): 현 아마시
- 도시마촌(遠島村), 야스마쓰촌(安松村), 아키타케촌(秋竹村), 가쓰라촌(桂村), 시모다촌(下田村), 가와베촌(川部村): 현 아마시
- 이후쿠촌(伊福村): 현 아마시
- 다카이촌(鷹居村), 도쿠자네촌(徳実村), 나마즈바시촌(鯰橋村), 시모노모리촌(下ノ森村): 현 아마시
- 스나리촌(須成村): 현 아마군 가니에정
- 후쿠야촌(福屋村): 현 나고야시
- 자야촌(茶屋村): 현 나고야시
- 후쿠타촌(福田村): 현 나고야시
- 도요하루촌(豊治村): 현 나고야시
- 도다촌(戸田村): 현 나고야시
- 마스다촌(万須田村): 현 나고야시
- 아카보시촌(赤星村): 현 나고야시
- 오하루촌(大治村): 현 오하루정
- 가야즈촌(萱津村): 현 아마시
- 지모쿠지촌(甚目寺村): 현 아마시
- 시라타카촌(白鷹村): 현 기요스시, 아마시
- 히가시이마주쿠촌(東今宿村), 니이야촌(新居屋村): 현 아마시
- 하루토미촌(春富村): 현 아마시
- 구사바촌(草場村): 현 아이사이시
- 가와부치촌(川淵村): 현 아이사이시
- 모리촌(森村): 현 아마시
- 마사노리촌(正則村): 현 아마시
- 가나카키촌(金賀木村): 현 아마시
- 노마촌(野間村): 현 쓰시마시
- 쇼바타촌(勝幡村): 현 아이사이시
- 모로코촌(諸古村): 현 아이사이시
- 후지나미촌(藤浪村): 현 아이사이시

- 1890년
  - 10월 1일(2정 39촌)
    - 야스마쓰촌·도시마촌·오키노시마촌이 합병하여, 다카라촌(宝村)이 발족.
    - 아키타케촌·가쓰라촌·가와베촌·시모다촌이 합병하여, 이와촌(井和村)이 발족.
    - 이후쿠촌·다카이촌·시모노모리촌·도쿠자네촌·나마즈바시촌이 합병하여, 새로이 이후쿠촌이 발족.

  - 12월 17일 - 가나카키촌이 개칭하여 하치스카촌(蜂須賀村)이 됨.
- 1891년 4월 1일 - 군제 시행.
- 1906년 7월 1일 - 아래의 정촌 통합이 시행됨. 각각 신설합병.(2정 10촌)
  - 싯포촌(七宝村) ← 다카라촌, 이와촌, 이후쿠촌
  - 미와촌(美和村) ← 마사노리촌, 하치스카촌, 시노다촌
  - 지모쿠지촌 ← 지모쿠지촌, 가야즈촌, 모리촌, 하루토미촌, 니이야촌, 히가시이마주쿠촌, 시라타카촌
  - 가니에정 ← 가니에정, 니시노모리촌, 스나리촌, 신카니에촌
  - 에이와촌(永和村) ← 지아키촌, 오이촌, 가미시마다촌
  - 가모리촌 ← 모모타카촌, 마스와촌, 가모리촌, 고시지촌, 노마촌
  - 사오리촌(佐織村) ← 모로코촌, 후지나미촌, 구사바촌, 쇼바타촌, 가와부치촌
  - 사야촌(佐屋村) ← 사에키촌, 하치만촌
  - 도미다촌(富田村) ← 마스다촌, 아카보시촌, 도다촌, 도요하루촌
  - 난요촌(南陽村) ← 후쿠타촌, 자야촌, 후쿠야촌
- 1910년 10월 1일 - 지모쿠지촌의 일부(廻間)가 니시카스가이군 기요스정에 편입.
- 1913년 7월 1일 - 가이토군과 가이사이군의 구역으로 아마군(海部郡)이 발족. 가이토군은 폐지됨.